# Henri de Forbin-Maynier
Henri de Forbin-Maynier, baron d'Oppède, est né le 25 avril 1620 à Aix-en-Provence, décédé à Lambesc le 13 novembre 1671 et enseveli à Oppède, est un parlementaire d'Aix-en-Provence, premier président du Parlement de Provence de 1655 à 1671.

## Biographie
Henri de Forbin-Maynier descend de la Maison de Forbin, une ancienne famille de la noblesse provençale dont l'origine remonte au XIVe siècle. Il est le fils de Vincent-Anne de Forbin-Maynier et d'Aimare (ou Aymare) de Castellane La Verdière. Avant lui, sa famille avait déjà fourni trois premiers présidents au Parlement de Provence : Accurse Maynier, premier baron d'Oppède et premier président en 1507 ; son fils Jean Maynier (1495-1558) premier président en 1543, dont le souvenir est resté attaché au massacre de Mérindol et de Cabriès, et le petit-fils de ce dernier, Vincent-Anne de Forbin-Maynier. Henri se marie en 1657 avec Marie-Thérèse de Pontevès ; ils auront plusieurs enfants dont :
- Jean-Baptiste de Forbin-Maynier, (1648-1673), ambassadeur au Portugal, époux de Charlotte Marin, fille de Denis, intendant des finances ;
- Pierre de Forbin-Maynier, chevalier de Malte, commandeur de Cognac ;
- Joseph de Forbin-Maynier, prieur de l’Abbaye de Sept-Fons ;
- Aymare de Forbin-Maynier, épouse en premières noces de Joseph-François Tertulle de La Roque de Raffelis, puis en secondes noces de Pierre-Joseph de Laurens, président au Parlement ;
- Madeleine, épouse de Joseph-François de Piolenc, conseiller au Parlement[2].

### Frondeur
Henri de Forbin-Maynier est nommé conseiller au Parlement d'Aix-en-Provence en 1637 et président en 1645. Il s'engage à fond dans la querelle entre le Parlement et le comte d'Alais, gouverneur de la Provence. Cette contestation est provoquée par l'édit de Fontainebleau  d'octobre 1647 unifiant les offices des Requêtes avec ceux du Parlement ; les deux parties de ce nouveau Parlement siègent alternativement par semestre. Mazarin voulait ainsi affaiblir l'autorité des parlementaires et encaisser des subsides que devaient verser les nouveaux confrères. L'opposition à ce nouveau système atteint son paroxysme lorsque, le 19 mars 1648, Gueidon, avocat du roi au siège de Marseille, étant allé à Aix acheter une charge du Semestre, est attaqué à l'hôtel de la Mule-Noire et meurt de ses blessures quelque temps après. Le gouverneur de Provence, Louis-Emmanuel d'Angoulême, le comte d'Alais, obtient alors des lettres de cachet qui exilent dans des provinces éloignées les parlementaires compromis dans l'opposition au Semestre : Henri de Forbin-Maynier est ainsi exilé à Saumur en 1648. Peu de temps après éclate à Paris la première Fronde ; Mazarin, qui est par ailleurs mal disposé envers le comte d'Alais, cousin de Condé, veut se concilier le parlement d'Aix pour l'empêcher de s'unir avec celui de Paris. Il autorise les parlementaires exilés à rentrer à Aix et les fait soutenir par l'archevêque d'Aix, Michel Mazarin, qui est son propre frère. En février 1648, Mazarin révoque le Semestre.
Le comte d'Alais est obligé de quitter Toulon pour le Languedoc le 7 décembre 1650 ; il est suppléé au gouvernement de la Provence par un lieutenant général, le marquis d'Aiguebonne. Une deuxième vague de Fronde déferle sur Paris. En Provence, un parti regroupe les partisans du comte d'Alais, de la noblesse et d'une partie du Parlement avec Henri de Forbin-Maynier ; les membres de ce parti sont appelés Sabreurs parce que leur chef, le baron de Saint-Marc, disait, lorsque quelqu'un n'adhérait pas à ses idées : « Je le sabrerai et le mettrai bien à la raison. » Les autres parlementaires constituent le parti des « Canivets » ou taille-plumes avec à leur tête le président Régusse ; le surnom ironique de « Canivets » leur est donné par mépris parce qu'on les supposait incapables de se servir d'autres armes que de canifs à tailler les plumes.
À la fin du mois d'août 1651, un certain nombre de notables se réunissent à Aix-en-Provence à l'initiative du baron de Saint-Marc, premier consul d'Aix-en-Provence, et d'Henri de Forbin-Maynier, car ce dernier craint, en cas de victoire de Condé, que celui-ci redésigne le comte d'Alais gouverneur de Provence ; il estime que le meilleur moyen de dissuader Condé d'une telle décision est de lui proposer de désigner son propre frère, Armand de Bourbon-Conti. Oppède veut constituer, contre le Parlement où l'influence du président Régusse est prépondérante et contre Marseille dominé par Antoine de Valbelle, un organisme représentatif de la province. Il veut ainsi rallier Condé à sa cause. L'historien Pillorget en déduit une appréciation sévère : « N'ayant aucun souci du bien public, Henri de Forbin-Maynier n'est mu que par son ambition personnelle car il compte se faire donner par Condé la première présidence du Parlement. »
Les Sabreurs échouent dans la tentative de se rendre maîtres de Marseille alors dirigé par Valbelle ; ils sont chassés d'Aix par les Canivets le 3 octobre 1651. Le 8 avril 1652, revenu au pouvoir, Mazarin envoie comme gouverneur de Provence un prince du sang, le duc de Mercœur, époux de Laure Mancini, et donc son neveu par alliance. Ce dernier reprend avec les troupes royales les villes détenues par les Sabreurs : Tarascon, Antibes, Saint-Tropez, Saint-Maximin, Brignoles, Sisteron et Toulon.

### Revirement
Forbin-Maynier comprend que le parti des princes est condamné mais qu'il lui reste une chance de rétablir sa position personnelle. Il gagne Toulon et participe aux conférences qui précèdent la reddition de la ville. Il devient l'homme qui rallie au pouvoir royal la plus grande place de guerre de la province. Le ralliement de la ville acquis, il s'empresse d'écrire à la Cour pour s'en attribuer tout le mérite. Il travaille à s'amender et écrit à Mazarin pour lui laisser entendre son intention de se rallier à la cause du roi. S'il n'arrive pas à faire oublier son passé, il sait convaincre de sa fidélité future. Contrairement au président Régusse, son concurrent pour la première présidence du Parlement, qui ne réussit pas à faire voter les sommes réclamées par le roi au cours d'une assemblée des communautés réunis à Manosque, il obtient en avril 1655 des sommes très voisines de celles exigées. Mazarin écrit alors à Mercœur et à Serroni : « Vous avouerez tous deux que les amis du président d'Oppède y font des merveilles. »
Mazarin se rend compte des services qu'il peut tirer d'un personnage aussi considérable par sa fortune et son crédit ; il décide donc de nommer Henri de Forbin-Maynier premier président du Parlement de Provence. En apprenant cette nomination, le président Louis de Cormis est outré « qu'un homme qui a porté publiquement les intérêts des princes et qui a eu besoin d'une amnistie, reçoive le prix des services des autres.»

### Train de vie
À partir de sa nomination comme premier président, on voit la fortune d'Oppède grandir sans cesse. Avec dix-sept personnes à son service, le président vit au sommet de l'échelle sociale : son maître d'hôtel, son secrétaire, le gouverneur de ses enfants, ses six laquais, son cocher, ses cuisiniers et ses femmes de charge font paraître presque modeste la maisonnée de son voisin Grimaldi-Régusse avec ses sept domestiques ou celle des conseillers au Parlement avec une moyenne de trois ou quatre domestiques

### Décès
Il décède à Lambesc le 13 novembre 1671 ; son oraison funèbre est prononcée le 20 novembre 1671 par le jésuite Pierre Daverdy et a été publiée en 1889 par l'abbé A. J. Rance. Son cœur est déposé dans la chapelle du couvent des Carmes déchaussés à Aix-en-Provence, tandis que son corps est inhumé à Oppède